# Sint-Quirinuskerk (Rukkelingen-Loon)
De Sint-Quirinuskerk is een kerkgebouw in Rukkelingen-Loon in de Belgische gemeente Heers in de provincie Limburg. Het gebouw is gelegen aan de Bovelingenstraat (N743) te midden van een ommuurd kerkhof.
De kerk is de parochiekerk van het dorp en is gewijd aan Sint-Quirinus.

## Opbouw
Het gebouw is een neoclassicistische zaalkerk en bestaat uit ingebouwde toren aan de oostzijde, een eenbeukig schip met vijf traveeën, een pseudotransept van drie traveeën en een halfrond koor. Tegen de eerste travee van het schip is aan de noordzijde een ronde traptoren gebouwd. Tegen de eerste travee van het schip is aan de zuidzijde een ronde doopkapel gebouwd. Tegen de zuidzijde van het koor is een recente sacristie gebouwd.
Het gebouw is opgetrokken in baksteen en is voorzien van ordonnerende lisenen en omlopend baksteenfries, rondboogvensters met een hardstenen omlijsting en een doorlopende lekdrempel, en bovenop een zadeldak van leien. De voorgevel heeft een middenrisaliet die bekroond wordt door een fronton, en de spaarvelden aan weerszijden van het risaliet hebben mergelstenen nissen in rondboogvorm. Het portaal heeft een geknikte boog in een geprofileerde hardstenen omlijsting met entablement. Daarboven bevindt zich een oculus voorzien van geprofileerde omlijsting van hardsteen. Boven het fronton verheft zich de toren van twee geledingen met daarbovenop een tentdak van leien. De toren heeft in iedere gevel een rondboogvormig galmgat met een hardstenen archivolt. Het transept heeft eenvoudige rondboogvensters.
Het interieur is bepleisterd. De overwelving geschied met kruisribgewelven tussen gedrukte gordelbogen die rusten op consoles. De koorsluiting is voorzien van een straalgewelf waarbij de ribben gedragen worden door consoles. Tussen het schip en het transept bevinden zich drie scheibogen met rondboogvorm.

## Geschiedenis
In de tweede helft van de 17e eeuw werd er gemeld dat de oude kerk een ruïne is, waarvan alleen het koor resteerde. De kerk is vermoedelijk in de Dertigjarige Oorlog verwoest door Lorreinse troepen.
In 1712 was het schip van de kerk heropgebouwd en werd ook het koor hersteld.
In de periode 1839-1842 werd de oude kerk afgebroken en werd er een nieuw gebouw gebouwd naar het ontwerp van Léon Jaminé uit Hasselt. Dit gebeurde onder het pastoraat van G. Plevoets en was op dezelfde plaats, maar het gebouw werd niet meer georiënteerd opgetrokken.
In 1937 werd de kerk door K. Gessler vergroot met een transept en een doopkapel